# Herb gminy Łubowo
Herb gminy Łubowo – symbol gminy Łubowo.

## Wygląd i symbolika
Herb przedstawia na tarczy w polu czerwonym żółtą (złotą) łódź. Jest to najprawdopodobniej historyczny symbol miasta Łubowo, nawiązujący do herbu Łodzia, którym posługiwali się jego właściciele, ród Górków.